# Патруль Великих озер
Патруль Великих озер (англ. Great Lakes Patrol) — патруль, який здійснювався американськими військово-морськими силами, починаючи з 1844 року, головним чином для придушення злочинної діяльності та охорони морського кордону з Канадою. Невеликі сили ВМС США, берегової охорони та попередника цієї структури United States Revenue Cutter Service діяла на Великих озерах на цих операціях. Протягом десятиліть вони були залучені до низки інцидентів з піратами і повстанцями.
Патруль завершився в 1920 році, коли берегова охорона США взяла на себе повне командування операціями на цій акваторії як частину «Ромового Патруля» — масштабних зусиль з попередження контрабанди водним шляхом на порушення Сухого закону. Обмеження контрабанди спиртних напоїв з Канади через річки та озера було важким завданням.

## Операції

### Походження

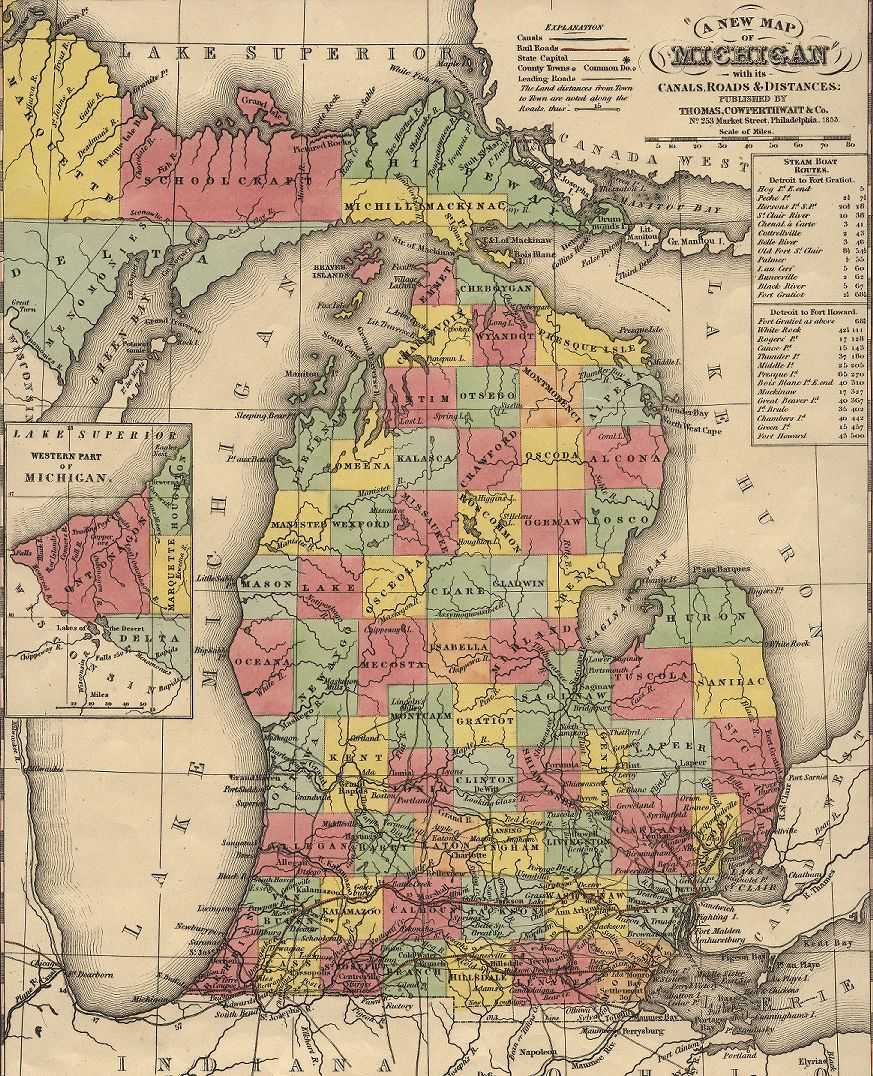
Карта Мічигану 1853 року.

USS Michigan здійснював ці операції, переважно самостійно, з самого початку 1 жовтня 1844 року, поки корабель не списали в 1912 році. «Мічиган» був єдиним паровим американським канонерським човном для патрулювання Великих озер. Він був першим військовим пароплавом з металевим корпусом у США. Рішення щодо його будівництва з'явилося внаслідок будівництву двох британських пароплавів під час канадських повстань в 1837 році.
Базований в Ері, штат Пенсільванія протягом усієї своєї кар'єри, канонерський човен увійшов у стрій 29 вересня 1844. Першим капітаном був командер Вільям Інман. Оскільки Великі озера фактично є великими внутрішніми «морями» на півночі континенту, протягом кожної зими частини озер замерзають, припиняючи таким чином навігацію. Навіть коли проходи для суден були відкриті, айсберги робили зимову навігацію надзвичайно небезпечною та складною. «Мічиган», як правило, здійснював патрулювання з березня по грудень, а потім вирушав у Ері на зимову стоянку. Там було побудовано укриття, аби захистити корабель від дії зимової погоди. Протягом зими офіцери і екіпаж судна або залишилися у своїх будинках в Ері або в урядовому готелі біля причалу.

### Повстання через деревину
У 1853 році USS Michigan було призначено діяти проти злочинців, які руйнували промисловість лісу. Ці так звані «пірати-дроворуби» проводили незаконну вирубку деревини на федеральних землях, а потім вивозили її з метою продажу. Найпостраждаліші від цієї діяльності області знаходилися у західному районі Великих озер, уздовж узбережжя Мічигану, Вісконсіну, Іллінойсу та Міннесоти . Значна частина цих лісових територій, контрольованих урядом, була зарезервована для будівництва нових військових кораблів.